# Antônio Miranda
Antônio Lisboa Carvalho de Miranda (Bacabal, 5 de agosto de 1940) é um professor e escritor brasileiro, membro da Academia de Letras do Distrito Federal.

## Biografia
Doutor em Ciência da Comunicação (Universidade de São Paulo, 1987), fez mestrado em Biblioteconomia na Loughborough University of Technology, LUT, Inglaterra, 1975. Sua formação em Bibliotecologia é da Universidad Central de Venezuela, UCV, Venezuela, 1970.
Foi colaborador de revistas e suplementos literários como o Suplemento Dominical do Jornal do Brasil (SDJB) e também em La Nación (Buenos Aires, Argentina) e Imagen (Caracas, Venezuela).
Professor titular e coordenador do programa de pós-graduação em Ciência da Informação do Departamento de Ciência da Informação e Documentação da Universidade de Brasília, ministra aulas e cursos por todo o Brasil e países ibero-americanos. Também é consultor em planejamento e arquitetura de bibliotecas e centros de documentação.
Diretor da Biblioteca Nacional de Brasília, 2007.

## Obras

### Literárias
- Vine de Lejos.  Caracas: editorial El Perro y la Rana, 2009.
- Encuentro poético entre Cecilia Quilez y Antonio Miranda. Madri:Biblioteca Nacional da España (folheto), 2009
- Poemi di Antonio Miranda. 01. ed. Verona: Accademia Mondiale della Poesia, 2009. v. 01. 40 p.
- Do azul mais Distante. Brasília: Thesaurus, 2008
- Detrás del Espejo. Traducción y prólogo de Elga Pérez-Laborde. Montevidéu, Uruguai, aBrace Editora, 2008.
- Grito interrompido. Brasília: Edições Fresta, 2008
- Del Azul más distante - Do Azul mais distante - Edición Bilingue - Traducción y Prólogo de Aurora Cuevas. 01. ed. Madrid: Saceda, 2008. v. 01. 133 p.
- Eu Konstantinos Kaváfis de Alexandria. 1. ed. Brasília: Thesaurus, 2007. v. 1. 48 p.
- Poesia no porta-retrato. Seleção e estudo de Elga Pérez-Laborde. Brasília: Thesaurus Editora, 2007. 136 p.
- Despertar das águas; poesia.. 1. ed. Brasília: Thesaurus, 2006. v. 1.
- Canções Perversas. Brasília: Thesaurus, 2005. 48 p.
- São Fernando Beira-Mar. 2. ed. Brasília: Thesaurus, 2004. v. 1. 16 p.
- Retratos & Poesia Reunida. 1. ed. Brasília: Thesaurus, 2004. v. 01. 103 p.
- Tu país está feliz. 11a. ed. Brasília: Thesaurus, 2004. 17 p.
- A Senhora Diretora e outros contos.. 1. ed. Brasília: Thesaurus, 2003. v. 1. 150 p.
- Perversos. 1. ed. Brasília: Thesaurus, 2003. v. 1. 94 p.
- Canto Brasília. 1. ed. Brasília: Thesaurus, 2002. v. 1. 93 p.
- Horizonte cerrado. 1. ed. Brasília: Thesaurus, 2002. v. 1. 143 p.
- Manucho e o Labirinto. 1. ed. São Paulo: Global, 2001. 182 p.
- Tu País Está Feliz. 10. ed. Brasília: Thesaurus, 2001. 94 p.

### Científicas
- Portal do CID e a tecnologia EVM.NET. Braspukua: Editora do CID-UNB, 2006. 132 p. Coautoria com  SIMEÃO, Elmira
- Alfabetização digital e acesso ao conhecimento. Brasília: Editora do CID-UNB, 2006. 256 p. Coautoria com  SIMEÃO, Elmira
- O texto virtual e os sistemas de informação (nova leitura das propostas de Ítalo Calvino).. Brasília: Thesaurus, 2005. 74 p. Coautoria com  SIMEÃO, Elmira
- Ciência da Informação: teoria e metodologia de uma área em expansão./ Elmira Simeão, org.. Brasília: Thesaurus, 2003. v. 1. 212 p.
- (Org.)World Information Report 1997/98. Paris: UNESCO, 1997. v. 1. 390 p.
- Planejamento físico de bibliotecas universitárias. Brasília: MEC/CNPq/FINEP, 1993. 175 p. Coautoria com FLOSCULO, F.; GALBINSKY, J. .
- Modelos alternativos de empréstimo-entre-bibliotecas: relatório de pesquisa. MEC/PNBU/PET, 1989. 107 p.
- O que é Cartofilia. 1. ed. Brasília: Thesaurus / Sociedade Brasileira de Cartofilia, 1985. v. 1. 72 p.
- Bibliotecologia comparada, una revisión crítica. Trad. Suzana Sander.. México: Centro Universitario de Investigaciones Bibliotecológicas, Universidad Autónoma de México., 1983. 42 p.
- Biblioteconomia comparada, una revisión crítica. Trad. Oscar Castillo.. Panama: Universidad de Panama, 1983. 45 p.
- Estruturas de Informação e Análise Conjuntural: Ensaios. 01. ed. Brasília: Thesaurus, 1980. v. 01. 169 p.
- (Org.) Guia das Bibliotecas Universitárias Brasileiras. Brasília: DDD/MEC, 1979. v. 2.
- Biblioteca universitária no Brasil: reflexões sobre a problemática. Brasília: CAPES/MEC, 1978. 36 p.
- Planejamento Bilbiotecário no Brasil: a informação para o desenvolvimento. 01. ed. Rio de Janeiro: LTC Editora, 1977. v. 01. 135 p.

## Prêmios e títulos
- 2009 Defensor do Cerrado, outorgado pelo Jardim Botânico de Brasília por sua poesia ecológica, em 2009.
- 2007 Profesor Honorario, Universidad Ricardo Palma, LIma, Peru.
- 2007 Membro titular Instituto Ricardo Palma, Universidad Ricardo Palma.
- 2005 Professor Titular, Universidade de Brasília.
- 2004 Diploma de reconhecimento pela dedicação e ações em prol da biblioteconomia brasileira., FEBAB - Federação Brasileira das Associações de Bibliotecários, Cientistas da Informação e Instituição.
- 2003 Enancib de Teses de Doutorado Ciência da Informação (como orientador) - 2 lugar, Associação Nacional de Pesquisa e Pós-graduação em Ciência da Informação.
- 1994 Membro vitalício, Academia de Letras do Distrito Federal.
- 1991 Membro Honorário, Sociedad de Bibliotecarios de Puerto Rico.
- 1976 Voto de Louvor, Conselho Universitário / UFPb.
- 1975 Sisson and Parker Prize, Loughborough University of Technology - Inglaterra.
- 1972 Prêmio principal Festival Latino-Americano de Teatro, Universidad de Puerto Rico.
- 1971 Prêmio Festival Internacional Teatro/ Medellin /Colômbia, Municipalidad de Medellin / Antioquia.
- 1962 Prêmio Viagem a Buenos Aires, Embaixada da Argentina/ Museu Arte Moderna RJ

## Fonte impressa
- Poesia no porta-retrato. Seleção e estudo de Elga Pérez-Laborde. Brasília: Thesaurus Editora, 2007. 136 p.